# Angara
Die Angara (russisch Ангара́) ist ein rechter Nebenfluss des mittelsibirischen Jenissei in Russland. 
Mit einer Wasserführung von 4518 m³/s übertrifft die Angara den Jenissei bei ihrer Einmündung um mehr als die Hälfte. Mit einer Gesamtlänge von rund 3500 Kilometern (einschließlich des Selenga-Flusssystems) ist sie mehr als 75 % länger als der Jenissei mit seinem längsten Quellfluss bis zu diesem Punkt. Erst nach Verlassen des Baikalsees führt der Fluss den Namen Angara und hat ab dort noch eine Länge von 1779 km.

## Flusslauf
Der Fluss entspringt als Obere Angara etwa 300 km nordöstlich des Baikalsees im Stanowojhochland. Von dort aus fließt er in westlicher Richtung durch den Norden der Burjatischen Republik, um nach 438 km in einem recht ausgedehnten und sumpfigen Flussdelta in das Nordost-Ende des Baikalsees zu münden. Der Unterlauf der Oberen Angara, die einen von 336 größeren Zuflüssen des Sees darstellt, ist teilweise schiffbar. Sie führt dem See rund 263 m³/s (8,3 km³/Jahr) Wasser zu, durchfließt ihn auf rund 600 km Länge, um den See unweit von dessen Südende als Angara bei dem kleinen Ort Baikal östlich des Ostsajan zu verlassen; dort fließen 2071 m³/s (65,3 km³/Jahr) Wasser aus dem See. Der bei weitem größte Zufluss des Baikalsees ist jedoch die Selenga, die dem See 951 m³/s zuführt. Sie ist damit hydrologisch der eigentliche Oberlauf der Angara. 
Die Angara fließt nun in nordwestlicher Richtung durch den Irkutsker Stausee, an dessen Staudamm sich Irkutsk befindet. Etwas weiter nördlich dieser Stadt, in welcher der von Südwesten kommende Irkut einmündet, passiert sie Angarsk. Einige Kilometer unterhalb der Stadt durchfließt die Angara den großen Bratsker Stausee, wobei sie im äußersten Süden in das Mittelsibirische Bergland eintritt. Im See fließt ihr die von Südwesten kommende Oka zu, etwa dort, wo sie die Stadt Bratsk erreicht. Zwischen Irkutsk und Bratsk ist die Angara schiffbar. 
Anschließend fließt die Angara, die in ihrem Unterlauf oftmals auch als Obere Tunguska (russisch Верхняя Тунгуска, Werchnjaja Tunguska) bezeichnet wird, über zahlreiche Stromschnellen und durch den Ust-Ilimsker Stausee, wo sie Ust-Ilimsk passiert, und weiter nordwestlich durch den 2012 fertiggestellten Bogutschanystausee. Danach nimmt sie unterhalb von Motygino den von Süden kommenden Zufluss Tassejewa auf, wonach sie die Jenisseiberge in Ost-West-Richtung durchschneidet. Direkt westlich dieser Gebirgslandschaft mündet sie bei Strelka (knapp 250 km nördlich von Krasnojarsk) in den Jenissej, der weiter nach Norden fließt und in das Nordpolarmeer mündet.

## Wasserkraftwerke
Die Angara ist eine der größten Wasserkraftquellen der Welt. Vier große Wasserkraftwerke nutzen das Wasser des Flusses. Etwa 65 km unterhalb des Ausflusses aus dem Baikalsee, direkt oberhalb von Irkutsk, befindet sich das Wasserkraftwerk Irkutsk mit einer Leistung von 662 MW. Ein weiteres Kraftwerk befindet sich ca. 600 km flussabwärts bei Bratsk. Der Staudamm Bratsk hat eine Leistung von 4.500 MW, sein Stausee ist vom Stauvolumen her einer der größten Stauseen der Welt. Weitere 300 km flussabwärts bei Ust-Ilimsk befindet sich die dritte Stufe mit einer Leistung von 3840 MW. Die vierte und jüngste Stufe ist der 2014 fertiggestellte Staudamm Bogutschansk. Alle Stufen zusammen haben eine Leistung von 12 GW und produzieren jährlich 66 TWh, was gut 6 % des gesamten russischen Stromverbrauchs entspricht. An der Angara könnten noch drei weitere Kraftwerke gebaut werden.      

## Sagen und Mythen
Eine Legende besagt, dass der alte Baikal seine einzige Tochter Angara über alles liebte. Als sie sich eines Tages zu ihrem Geliebten Jenissei flüchtete, warf der Vater aus Zorn einen großen Stein nach ihr. Dieser auch Schamanenstein genannte Fels ragt bei Listwjanka aus dem Wasser und markiert die Grenze zwischen Baikal und Angara. Der Stein gilt als die Wohnstätte des Geistes der Angara, Ama Sagaan Noyon.
Die Angara wird auch als einzige Tochter des Baikal bezeichnet, da sie heute dessen einziger Abfluss ist, Söhne (Zuflüsse) hat der Baikal mehr als 300.

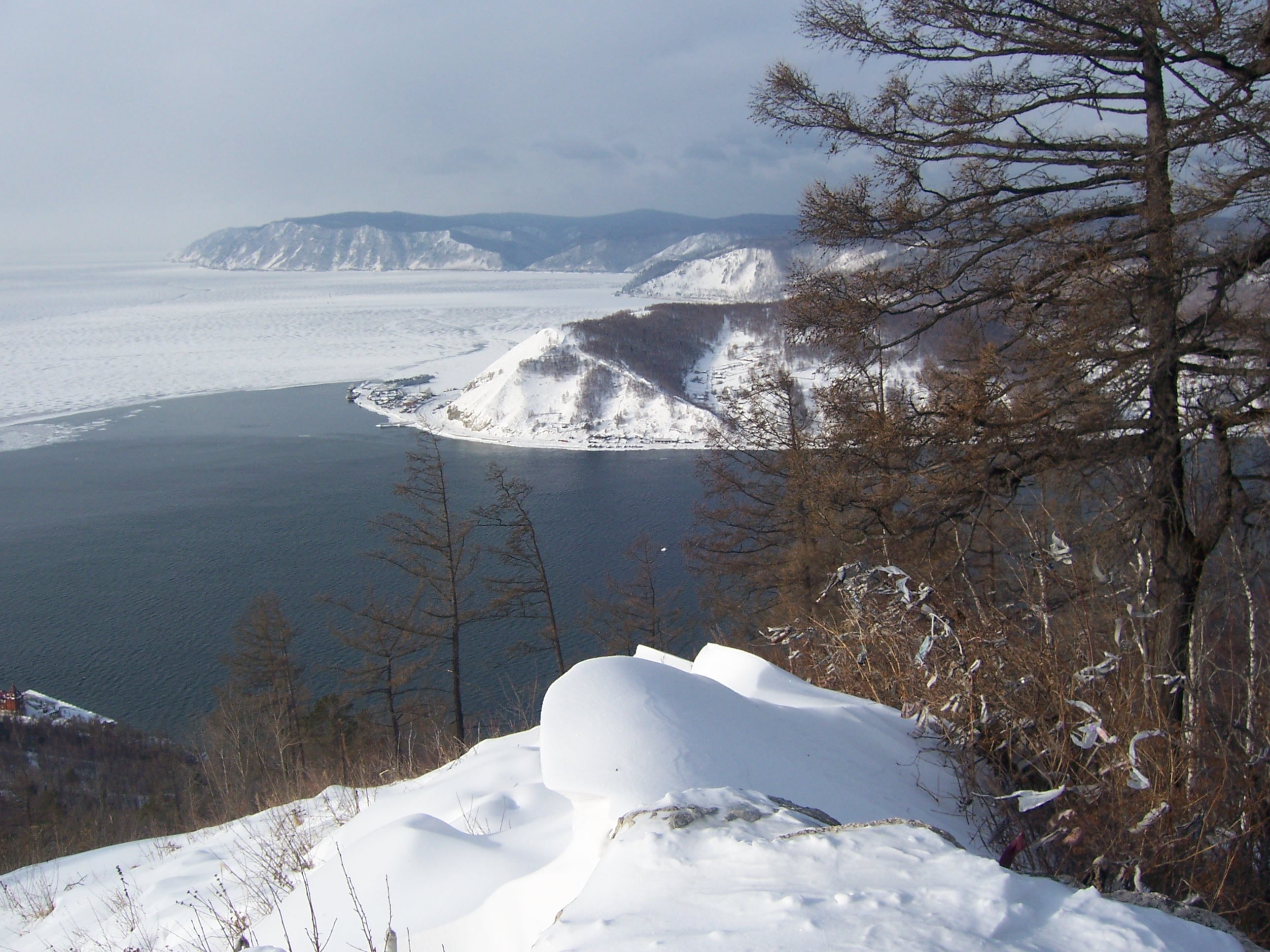
Blick vom Tscherski-Fels auf den Ursprung der Angara im Baikalsee, inklusive Schamanen-Stein
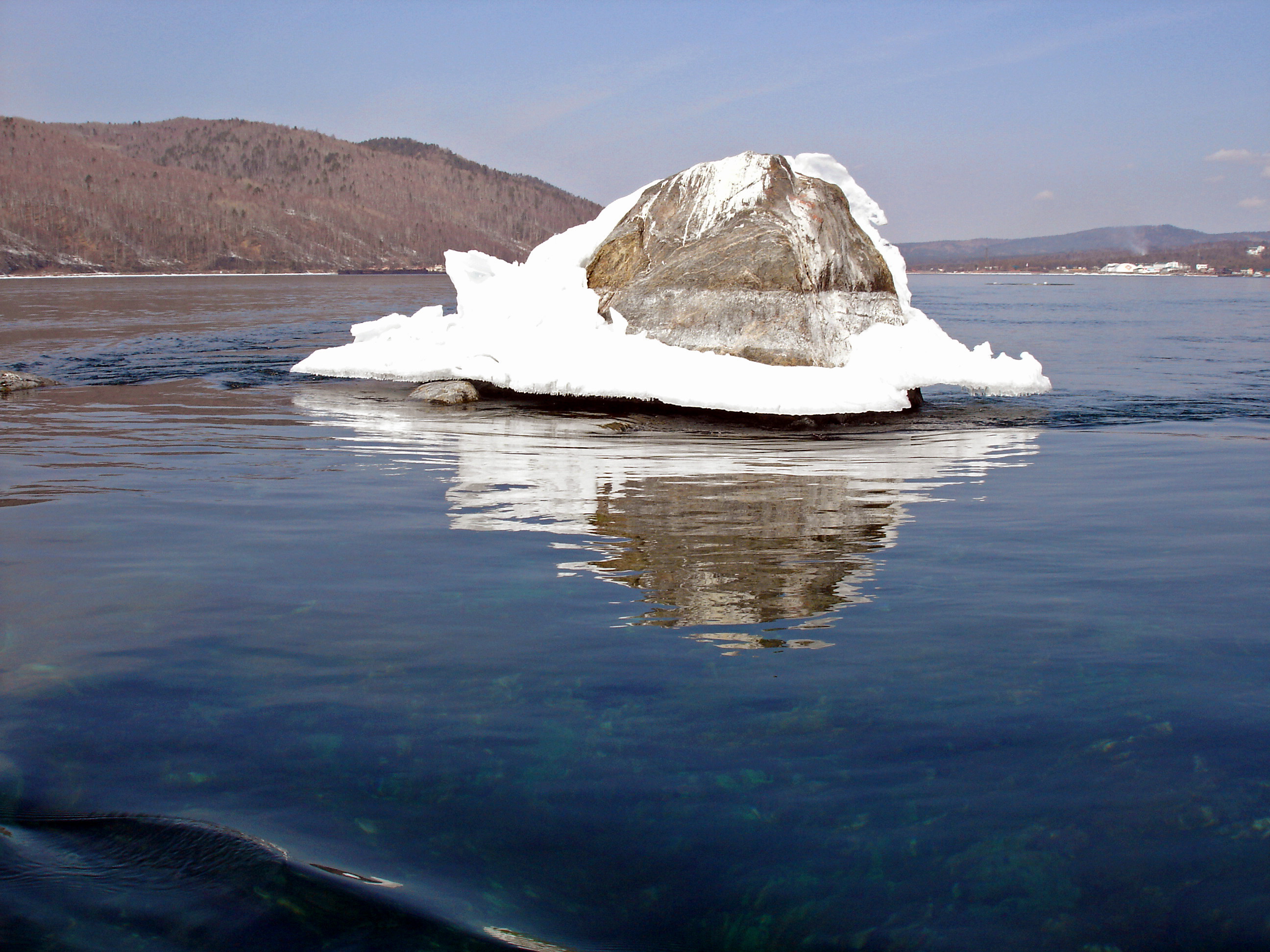
Der Schamanenstein markiert die Grenze
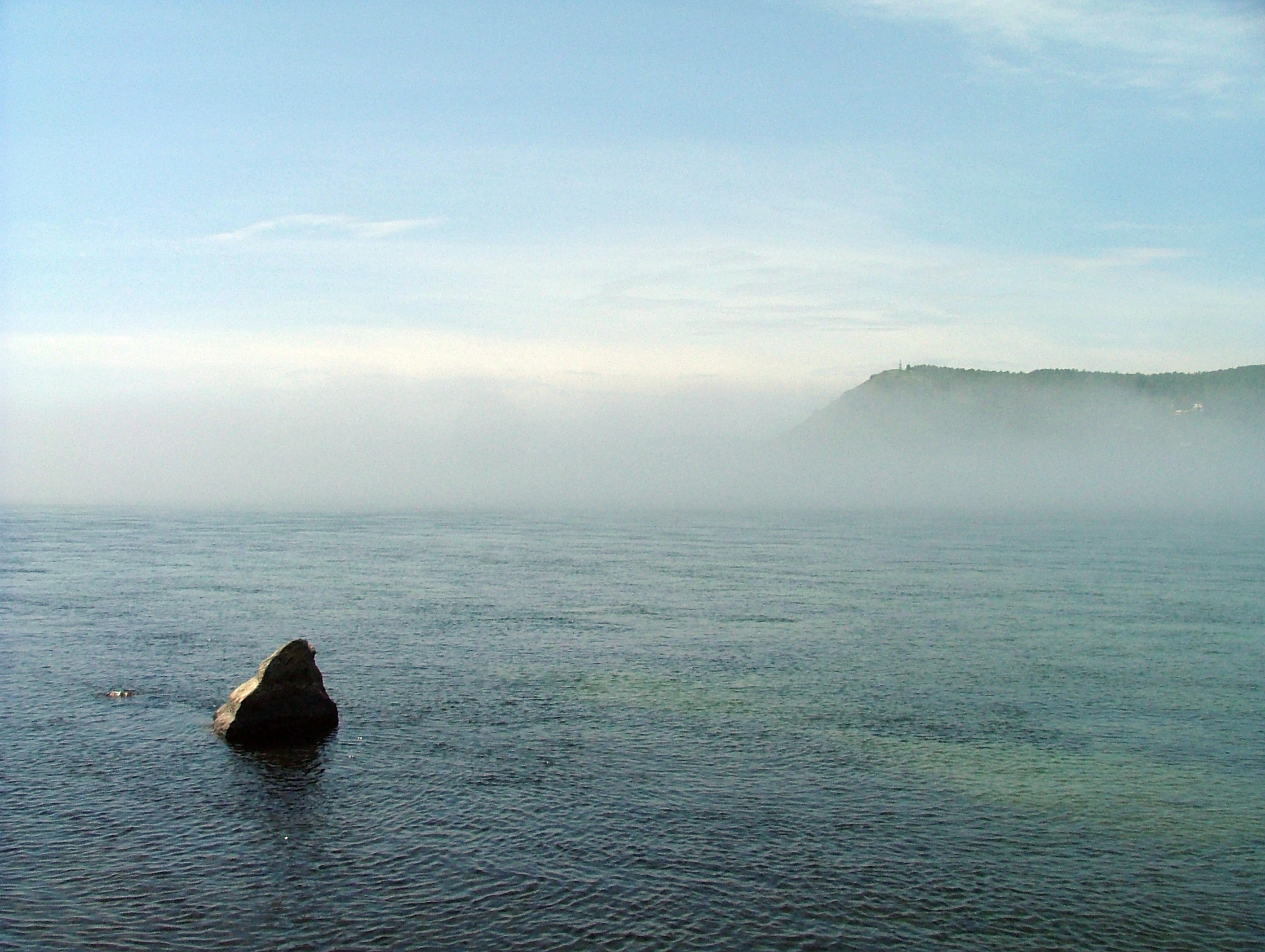
Schamanenstein, der den Beginn der Angara markiert
- Video zum Ursprung der Angara im Baikalsee
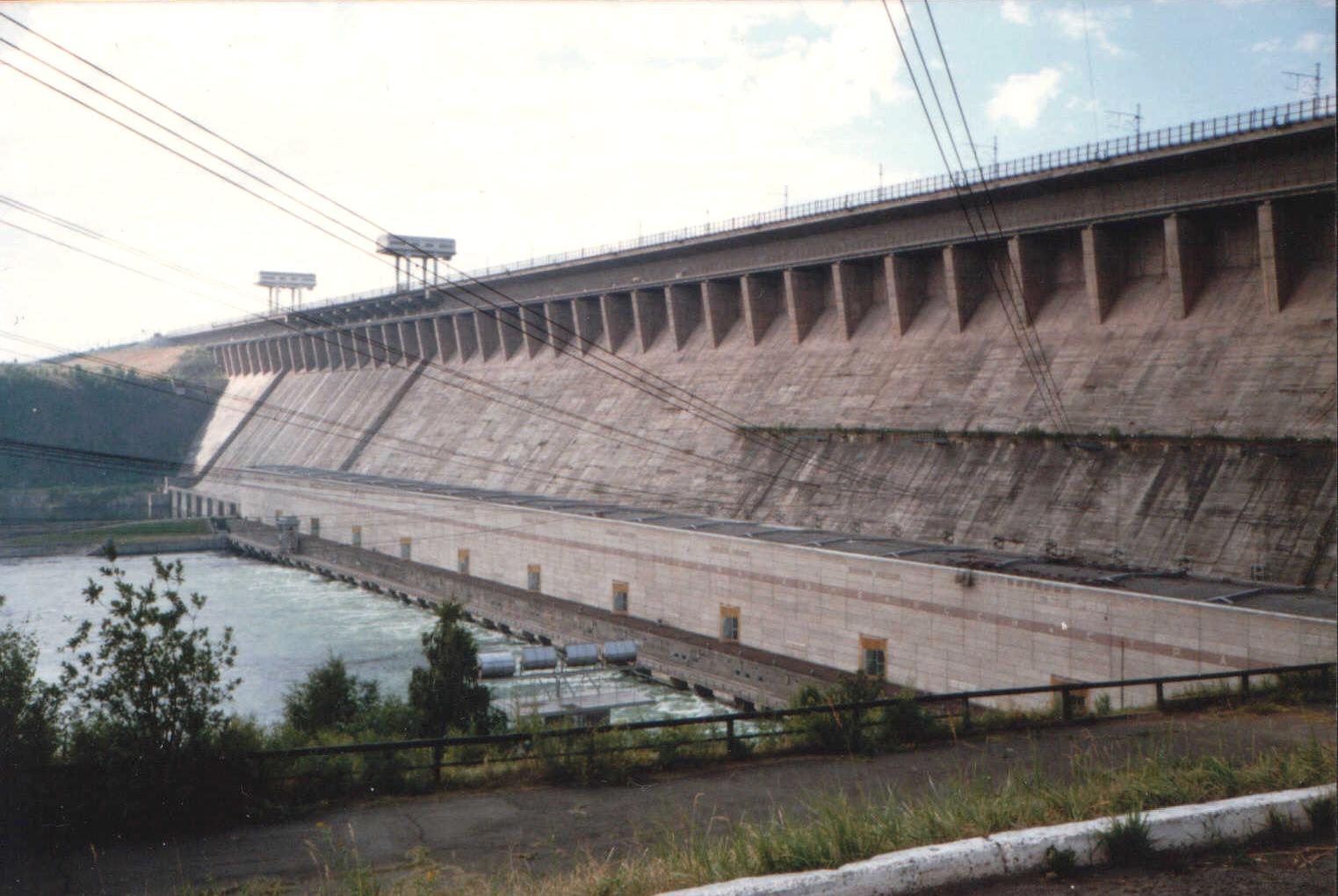
Bratsker Angara-Kraftwerk

## Einzugsgebiet und Vereisungsdauer
Das Einzugsgebiet der Angara beträgt ca. eine Million Quadratkilometer (das ist fast die dreifache Fläche  Deutschlands). Ab Anfang November bildet sich Eis auf der Angara, das nach und nach zu Eisschollen verhärtet, die den Fluss schließlich ganz zufrieren lassen. Diese „Eiszeit“ dauert in der Regel bis Mitte Mai, wodurch es starke Hochwasser geben kann, bis die Eisbarriere abgetaut ist.
Bei Tatarka, bevor die Angara in den Jenissei mündet, beträgt die Abflussmenge im November (Minimum) 2784 m³/s und im Mai (Maximum) 9350 m³/s.

## Nebenflüsse
Nebenflüsse der Angara sind: 
- Bargusin – Zufluss des Baikalsees, den die Angara durchfließt
- Selenga – Zufluss des Baikalsees, den die Angara durchfließt
- Irkut – mündet in Irkutsk in die Angara
- Oka – mündet in den Bratsker Stausee, den die Angara durchfließt
- Ilim – mündet in den Ust-Ilimsker Stausee, den die Angara durchfließt
- Tschadobez – mündet unterhalb des Bogutschanystausees
- Tassejewa – mündet in den Unterlauf der Angara

## Seen und Stauseen
Seen und Stauseen an der Angara sind: 
- Baikalsee (tiefster See der Erde)
- Irkutsker Stausee (154 km²; 4,6 km³)
- Bratsker Stausee (5470 km²; 169,27 km³)
- Ust-Ilimsker Stausee (1873 km²; 59,30 km³)
- Bogutschanystausee (58,20 km³; Stausee bzw. Absperrbauwerk noch nicht fertiggestellt)

## Orte
Ortschaften an der Angara gelegen sind: 
- Irkutsk
- Angarsk
- Bratsk
- Ust-Ilimsk
- Strelka
- Ussolje-Sibirskoje